# 国人領主制
国人領主制（こくじんりょうしゅせい）とは、中世後期の日本（南北朝・室町・戦国時代）の体制を、直接農民層を支配していた国人領主の動向から把握すべきであるとする考え。守護領国制と対になる考え方である。
当時、農民層を直接支配していたのは、地頭・荘官などの階層から在地の領主として成長していった国人領主層であり、彼らが守護大名の被官となることでその軍事力を支え、室町幕府や守護大名の動向を規定していったとするものである。